# John Spotswood
John Spotswood (* 26. August 1960 in Carlisle) ist ein ehemaliger britischer Skilangläufer.
Spotswood belegte im Februar 1984 in Sarajevo bei seinen ersten Olympischen Winterspielen den 57. Platz über 15 km, den 54. Rang über 30 km und den 45. Platz über 50 km. Zudem errang er dort zusammen mit Mark Moore, Andrew Rawlin und Michael Dixon den 14. Platz in der Staffel. Im folgenden Jahr lief er bei den nordischen Skiweltmeisterschaften in Seefeld in Tirol auf den 66. Platz über 15 km und auf den 13. Rang mit der Staffel. Seine besten Platzierungen bei den nordischen Skiweltmeisterschaften 1987 in Oberstdorf waren der 37. Platz über 15 km klassisch und der 17. Rang mit der Staffel. Bei den Olympischen Winterspielen 1988 in Calgary kam er auf den 54. Platz über 30 km klassisch, auf den 38. Rang über 15 km klassisch und zusammen mit Ewan MacKenzie, Marty Watkins und Andrew Wylie auf den 16. Platz in der Staffel.